# Barkåkra (stacja kolejowa)
Barkåkra (szw. Barkåkra station) – stacja kolejowa w Barkåkra (Gmina Ängelholm), w regionie Skania, w Szwecji. 
Stacja została otwarta 8 grudnia 2015 r. przez Ministra Przemysłu i Innowacji Mikaela Damberga oraz przez Dyrektora Generalnego Szwedzkiej Administracji Transportu Lenę Erixon. Powstała ona w ramach budowy nowego odcinka Västkustbanan.

## Linie kolejowe
- Västkustbanan